# Ruth Moschner

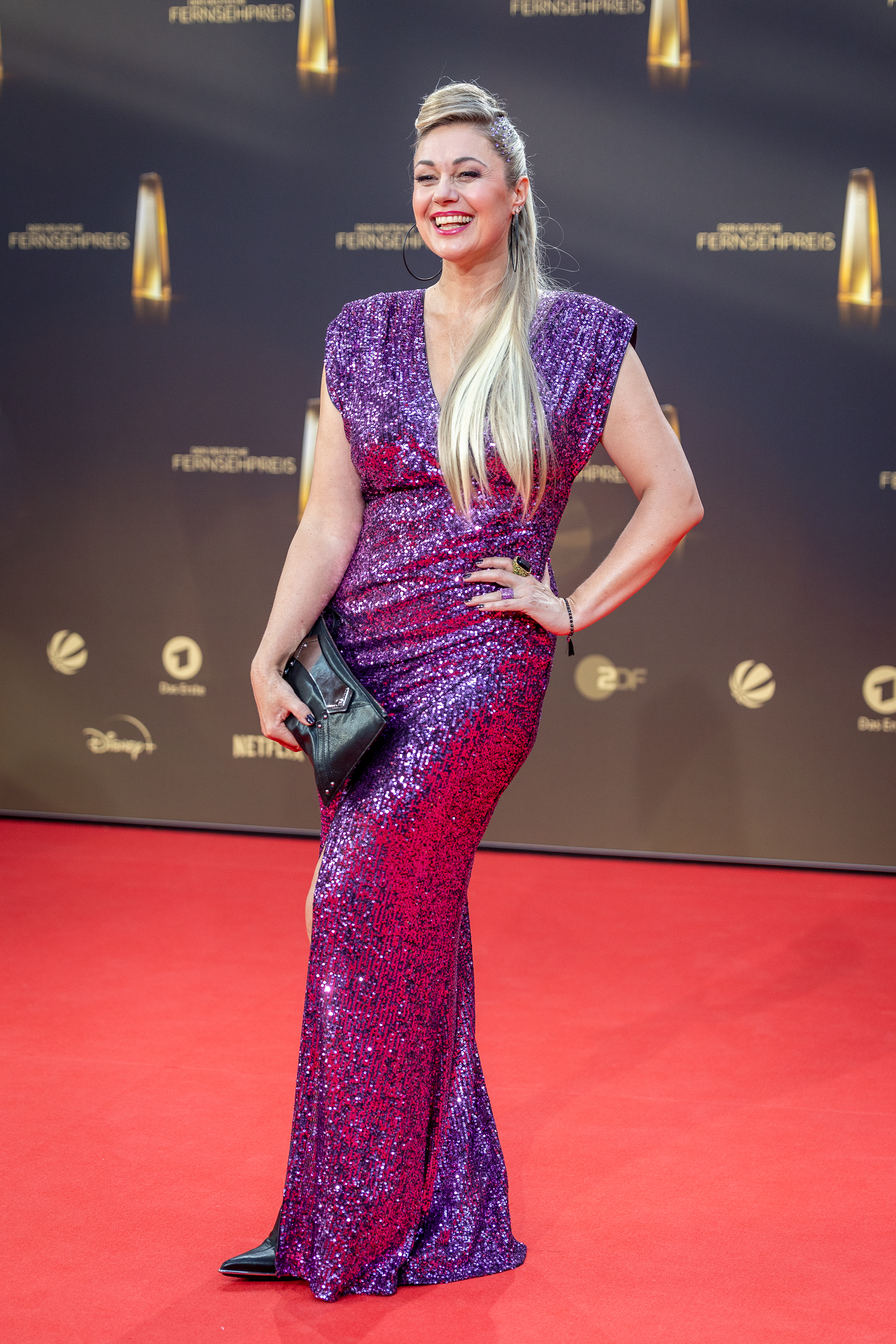
Ruth Moschner beim Deutschen Fernsehpreis (2023)

Ruth Isabel Moschner (* 11. April 1976 in München) ist eine deutsche Fernsehmoderatorin, Schauspielerin und Schriftstellerin.

## Leben und Karriere

### Anfänge
Ruth Moschner hatte ihren ersten Fernsehauftritt im Alter von zehn Jahren in der Sendung Aktenzeichen XY … ungelöst. Sie nahm Ballettunterricht, der ihr zu einem Stipendium der Heinz-Bosl-Stiftung verhalf, musste den Unterricht aber aus gesundheitlichen Gründen beenden und konzentrierte sich dann auf Nebenrollen am Nationaltheater München. Nach ihrem Abitur und einer abgebrochenen Ausbildung zur Bankkauffrau begann sie ein Praktikum beim Radiosender Energy München. Sie absolvierte ein Praktikum und ein Volontariat beim Regional-Fernsehsender TV München und moderierte diverse Sendungen. Im Jahr 1997 wechselte sie zu TV Berlin, wo sie als Moderatorin, Redakteurin und Produzentin arbeitete.
2000 nahm sie am Casting zur Sendung Freitag Nacht News (RTL) teil, die sie von September 2000 bis Juni 2005 gemeinsam mit ihrem ehemaligen TV-München-Kollegen Henry Gründler moderierte. Moschners Vertrag wurde kurzfristig nicht verlängert. Seitdem hatte sie auch mehrere Kurzauftritte in RTL-Serien wie Alarm für Cobra 11 – Die Autobahnpolizei, Das Amt oder Hinter Gittern – Der Frauenknast.
Am 7. Juni 2003 moderierte Moschner den Dating Day auf ProSieben. Ab dem 12. Oktober 2003 moderierte sie zusammen mit Roland Baisch die erste Staffel von Reklame! des Senders kabel eins. Vom 2. März 2004 bis zum 29. Mai 2005 moderierte sie die Entscheidungsshow von Big Brother auf RTL II. 2005 drehte sie zusammen mit Bernd dem Brot für die KiKA-Serie Chili TV eine Parodie auf die Sendung Die Super Nanny. Am 3. Juni 2005 war sie zum letzten Mal Co-Moderatorin der Sendung Freitag Nacht News.

### 2006–2010
Seit 2005 drehte Moschner mit Hans Werner Olm einige Sketche für seine Show Olm unterwegs, die ab dem 15. Januar 2006 auf ProSieben liefen. Im Februar 2006 gründete sie den Verein Ruth tut gut e. V. Dieser hat es sich zum Ziel gesetzt, die Lücke zwischen Schule und Ausbildung zu schließen. Er gibt Jugendlichen die Möglichkeit, sich über ihre Aus- und Fortbildungsmöglichkeiten nach der Schule zu informieren. Im Herbst desselben Jahres nahm sie gemeinsam mit dem britischen Eiskunstläufer Carl Briggs an der RTL-Show Dancing on Ice (sie erreichte den ersten Platz) und im November an der VOX-Kochshow Das perfekte Promi-Dinner teil.
Im Februar 2007 übernahm sie in dem RTL-Film African Race – Die verrückte Jagd nach dem Marakunda die Rolle einer alkoholabhängigen Pilotin. Der Film wurde am 1. Januar 2008 ausgestrahlt. Am 30. Juni 2007 hat sie zusammen mit ihrem Tanzpartner Sergey Pluyta in der Show Das große Sommerfest der Volksmusik um den deutschen Platz im Eurovision Dance Contest 2007 gekämpft, bei dem sie sich mit 44 Prozent der Stimmen gegenüber Wolke Hegenbarth geschlagen geben musste (49 Prozent).
In der RTL-Castingshow Das Supertalent saß sie vom 20. Oktober 2007 bis zum 3. November 2007 neben Dieter Bohlen und André Sarrasani in der Jury. Von Dezember 2007 bis 2009 hatte sie auf Comedy Central Deutschland ihre eigene Clipshow mit dem Titel Total lustig – Die besten Clips mit Ruth Moschner. Diese moderierte sie zusammen mit ihren drei „Nachbarinnen“ Vanessa, Peggy und Gisela, die alle von ihr selber verkörpert werden. Anfang 2009 spielte sie eine Gastrolle im Musikvideo zu dem Titel Brainwash von Kool Savas und war außerdem in zwei Folgen der ZDF-Soap Wege zum Glück zu sehen.
Ab 2007 war sie Mitglied der Rategruppe bei Dings vom Dach, einer Sendung des hr-fernsehens.

### Seit 2010

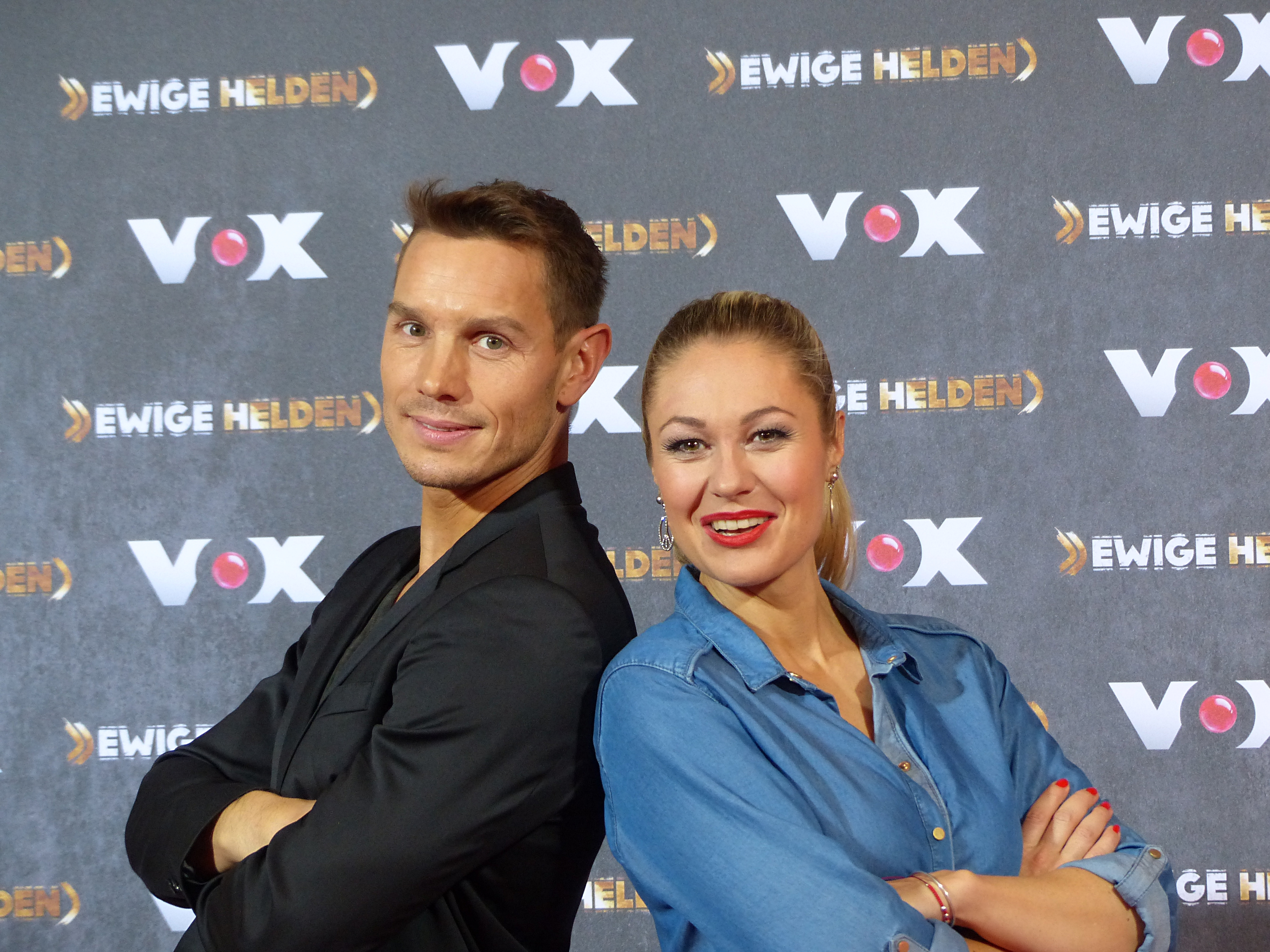
Ruth Moschner mit Daniel Gärtner (2016)

Von 2010 bis 2013 moderierte sie bei hr-fernsehen Das Schlagerrad. Und sie war Mitglied im Rateteam Dings vom Dach. Von Oktober 2010 bis Dezember 2013 war sie im Moderatorenteam der MDR-Talkshow Riverboat.
Anfang Februar 2011 gewann sie gemeinsam mit Jimi Blue Ochsenknecht die Sat.1-Winterspiele der Stars. Im Mai 2011 war sie zudem als Gast in der Soap Anna und die Liebe in Sat.1 zu sehen. Im Juni desselben Jahres übernahm sie von Andrea Ballschuh die Moderation der wochentäglich vormittags ausgestrahlten Show Die Ärzte – der Medizintalk im ZDF mit Joe Bausch und weiteren Ärzten im Wechsel.
Im April 2014 übernahm sie die Moderation der VOX-Sendung Grill den Henssler von Jochen Schropp, die sie bis Ende 2018 moderierte. Im November 2015 erhielt sie gemeinsam mit Steffen Henssler den Publikums-Bambi für diese Sendung. 2016 moderierte sie bei Vox die Fernsehsendung Ewige Helden, in der zehn ehemalige Profisportler in 20 verschiedenen Disziplinen gegeneinander antraten. Ab Februar 2017 moderierte sie die Sendung So tickt der Mensch, die bei Sat.1 ausgestrahlt wurde. Im Juli 2019 nahm sie als Teil des Rateteams an der ProSieben-Sendung The Masked Singer teil, was sie im März 2020 fortsetzte. Seit November 2019 ist Moschner, im Wechsel mit Hella von Sinnen, festes Mitglied im Rateteam von Genial daneben – Das Quiz auf Sat.1. Des Weiteren ist sie seit 2020 Moderatorin der Quiz-Shows Wer sieht das denn?! bei ProSieben sowie des bei Sat.1 ausgestrahlten Buchstaben Battle.

## Privates
Seit 2006 ist sie mit ihrem Lebensgefährten Peter (* 1968) liiert, mit dem sie zusammen in Berlin-Charlottenburg lebt. Sie hat einen jüdischen Familienhintergrund, wurde jedoch christlich getauft.

## Bücher

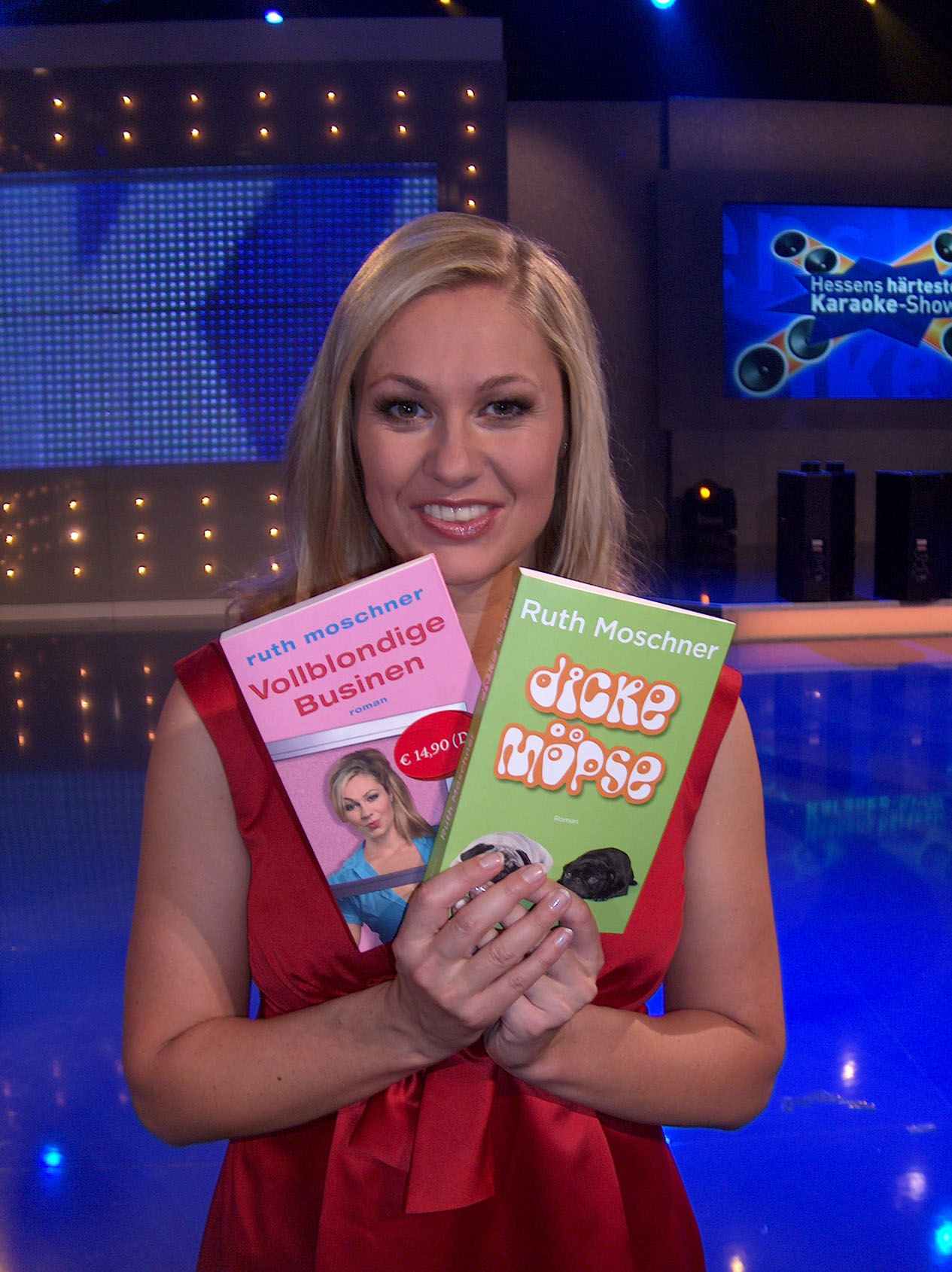
Moschner mit zweien ihrer Bücher (2009)

Im Oktober 2006 erschien Moschners erstes Buch Süße Märchen – oder wie ich mich glücklich nasche, eine Mischung aus Pralinenrezepten und Märchen. Im April 2008 erschien ihr zweites Buch, ein Roman, mit dem Titel Vollblondige Businen. Seit März 2009 ist ihr drittes Buch auf dem Markt, wieder ein Roman mit dem Titel Dicke Möpse. Im Februar 2011 ist ihr viertes Buch erschienen, ein Sachbuch über Schokolade mit dem Titel Die Schoko-Diät. Als fünftes Buch folgte im Oktober 2012 Backen für Angeber.
Werke
- Süße Märchen. Eulenspiegel Verlag, Berlin 2006, ISBN 3-359-01659-9.
- Vollblondige Businen. Wunderlich Verlag, 2008, ISBN 3-8052-0858-8.
- Vollblondige Businen. Audiobuch Verlag, 2008, ISBN 3-89964-290-2.
- Dicke Möpse. Wunderlich Verlag, 2009, ISBN 978-3-8052-0871-0.
- Vollblondige Businen. Roman. Rowohlt-Taschenbuch-Verlag, 2009, ISBN 978-3-499-24789-7.
- Die Schoko-Diät: Endlich schlank mit Genuss. Krüger Verlag, Frankfurt 2011, ISBN 978-3-8105-1298-7.
- Backen für Angeber. Südwest Verlag, 2012, ISBN 3-517-08803-X.
- Total Detox – Was sie schon immer los werden wollten. Dorling Kindersley Verlag, 2018, ISBN 978-3-8310-3759-9.

## TV-Auftritte und Filme (Auswahl)
- 1986: Aktenzeichen XY … ungelöst (Folge 191 vom 5. Dezember 1986, Rolle der kleinen Martina)
- 2000–2005: Freitag Nacht News (Moderation)
- 2001–2003: TV total (Folge 131, 361 & 406, Gast)
- 2002: Alarm für Cobra 11 – Die Autobahnpolizei (Folge 82)
- 2003: Das Amt (7x05 Ganz in weiß)
- 2003: Reklame! (Moderation)
- 2003: Dating Day
- 2004–2005: Big Brother (Moderation)
- 2004: Hinter Gittern – Der Frauenknast (Folge 295 & 300)
- 2005: Chili TV
- 2005–2007: Olm unterwegs (Co-Moderatorin)
- 2006: Dancing on Ice (Gewinnerin)
- 2006: Das perfekte Promi-Dinner (Gewinnerin)
- 2006: Tony Tough 2 – Der Klugscheißer kehrt zurück (Stimme)
- 2007: Das große Sommerfest der Volksmusik
- 2007, 2010, 2013: Lafer! Lichter! Lecker! (Folge 21, 152 & 246)
- 2007: Das Supertalent (Juror)
- seit 2007: Dings vom Dach (Mitglied des Rateteams)
- 2007–2009: Total lustig – Die besten Clips mit Ruth Moschner
- 2008: African Race – Die verrückte Jagd nach dem Marakunda (Fernsehfilm)
- 2009: Wege zum Glück
- 2010–2013: Riverboat
- 2010–2013: Das Schlagerrad
- 2011: Die goldene Henne
- 2011: Anna und die Liebe
- 2011: Die Ärzte – der Medizintalk im ZDF (Moderation)
- 2013: In aller Freundschaft (TV-Serie; Episodenrolle, Folge 592 "Berührungsangst")
- 2013: Promi Shopping Queen (Guidos Shopping Queen des Jahres)
- 2014: TV total Pokerstars.de-Nacht (Folge 36)
- 2014–2017: Grill den Henssler (Moderation)
- 2014: Tortenschlacht – Wer backt am besten (Jurymitglied)
- 2015: Rosamunde Pilcher – Vollkommen unerwartet
- 2016: Ewige Helden (Moderation)
- 2016, 2017: Wer weiß denn sowas? (Folge 101 & 200)
- 2016: Spiel für dein Land (Gast)
- 2017: So tickt der Mensch (Moderation)
- 2017: Nachsitzen!-Promis zurück auf die Schulbank
- 2017: Dance Dance Dance (Juror)
- 2017: 5 gegen Jauch (Gast)
- 2017: Falscher Hase (Moderation)
- 2017–2018: Grill den Profi (Moderation)
- 2017–2021: Genial daneben (Gast)
- 2018: Mario Barth präsentiert: Die Wahrheit über Mann und Frau (Gast)
- 2018–2020: Genial daneben – Das Quiz (Gast/festes Mitglied)
- 2018: Geheimniskrämer (Gast)
- 2018–2019: Mord mit Ansage (Gast)
- 2018: Alle gegen Einen (Gast)
- 2019: Luke! Die Schule und ich (Gast)
- 2019: Was für ein Jahr (Gast)
- 2019: Da kommst Du nie drauf! (Gast)
- seit 2019: The Masked Singer (Jury und Mitglied des Rateteams)
- 2020: Wer sieht das denn?! (Moderation)
- 2020: Die! Herz! Schlag! Show! (Gast)
- 2020–2021: Joko & Klaas gegen ProSieben (Gastmoderation)
- 2020–2022: Buchstaben Battle (Moderation)
- 2021: Schlag den Star (Gast, Gewinnerin)
- 2022: The Masked Dancer  (Folge 1, Gastmitglied des Rateteams)
- 2022: Kühlschrank öffne dich! (Sat.1)
- 2023: Jeopardy!
- 2023: Das 1% Quiz (Gast)
- 2024: Wer isses? (Jury Kandidatin)

- 2024: Blamieren oder Kassieren bei Schlag den Star (Gastmoderation)[14]

## Auszeichnungen
- 2004: Preis der beleidigten Zuschauer[15]
- 2015: Bambi für Grill den Henssler[16]